# Casimir Pyrame de Candolle
Anne Casimir Pyrame de Candolle, född den 20 februari 1836 i Genève, död den 3 oktober 1918 i Chêne-Bougeries, var en schweizisk botanist, son till Alphonse Pyrame de Candolle.
Pyrame de Candolle blev 1877 filosofie hedersdoktor i Rostock och 1907 i Uppsala. Han var sin fars medarbetare vid utgivandet av supplementet till Prodromus systematis naturalis regni vegetabilis, och har beskrivit ett stort antal huvudsakligen utomeuropeiska växtsläkten och arter samt monografiskt bearbetat Piperaceæ med flera fanerogama växtfamiljer. Inom morfologin ägnade han sig bland annat studier åt bladställningen.
Auktorsnamnet C.DC. kan användas för Casimir Pyrame de Candolle i samband med ett vetenskapligt namn inom botaniken; se Wikipediaartiklar som länkar till auktorsnamnet.